# 盧楷
盧楷（1438年—1471年），字中夫，號可齋，浙江金華府東陽縣人。明朝解元。

## 生平
國子監生。明英宗天順六年（1462年）中式壬午科浙江鄉試第一名舉人。此後兩次會試不第。成化七年（1471年）六月十六日卒于京邸，年僅三十四。
浙江解元同仕於朝者邀為文會，其中成化六年開始，范理、商輅、姚夔、楊守陳、盧楷及楊守阯六位浙江解元組成“六元文會”。

## 家族
有弟盧格，成化進士。